# 日達尼采

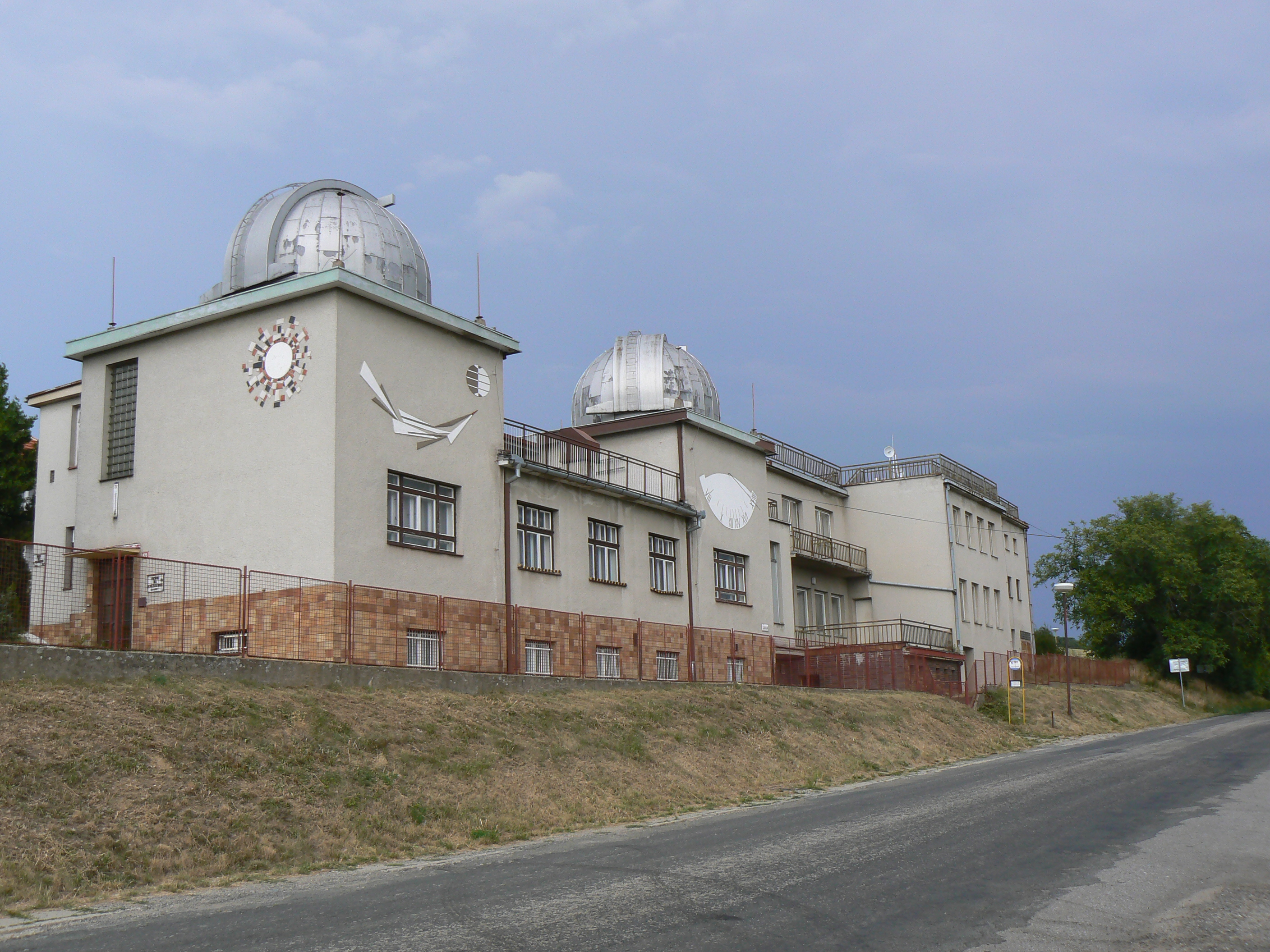

日達尼采是捷克的城鎮，位於該國東南部，距離首府布爾諾34公里，由南摩拉維亞州負責管轄，面積20.82平方公里，海拔高度226米，2008年人口2,649。

## 外部連結
- Czech Statistical Office: Municipalities of Hodonín District